# Hygrobates americanus
Hygrobates americanus är en kvalsterart som beskrevs av Herbert Habeeb 1957. Hygrobates americanus ingår i släktet Hygrobates och familjen Hygrobatidae. Inga underarter finns listade i Catalogue of Life.